# Клайпедская компания морских грузов
Klaipėdos jūrų krovinių kompanija, KLASCO (Клайпедская компания морских грузов) VSE: KJK1L — самое большое, самое универсальное и наиболее успешно работающее грузовое общество Клайпедского порта, ежегодно обрабатывающее в среднем 8 миллионов тонн грузов и занимающее до 40 % рынка услуг порта.

## История компании
Предприятие было зарегистрировано 3 мая 1993 года как акционерное общество «Клайпедская морская стивидорная компания» с международным торговым знаком KLASCO (Klaipėda Stevedoring Company). В 1999 году общество было приватизировано и в данное время принадлежит концерну литовского капитала Achema Group.
В 2017 году оборот компании составил 49,9 млн Евро.